# محمد مفتح
محمد مفتح (1928مـ همدان-1979مـ طهران)، دكتور وعالم دين شيعي وسياسي إيراني، من الشخصيات المناهضة لنظام البهلوي و البارزة في الثورة الإسلامية في إيران بقيادة روح الله الخميني، وهو ممن سعى إلى إيجاد الوحدة بين الجامعة والحوزة، وقد قتل في السنوات الأولى من انتصار الثورة الإسلامية أمام جامعة طهران من قبل جماعة الفرقان.

## نشأته
محمد مفتح، ولد في مدينة همدان عام 1307 شمسي المصادف إلى 1928 ميلادي، والده محمود مفتح والذي كان من شيوخ مدينة همدان، والدته فاطمة ثمالي، بدأ دراسته للمعارف الدينية في مسقط رأسه على يد والده و الملا علي الهمداني و السيد محمد جلالي و الشيخ محمد علي همداني إلى أن بلغ سن الخامسة عشر سافر إلى مدينة قم لمواصلة تحصيله للمعارف الدينية.
درس هناك على يد كلا من:
- روح الله الخميني.
- حسين البروجردي.
- محمد رضا الكلبيكاني
- محمد حسين الطباطبائي
- محمد الحجة الكوهكمري
- محمد المحقق الداماد.[1]

إلى أن حصل على درجة الاجتهاد، كما واصل دراسته الأكاديمية في جامعة طهران، وقد حصل على درجة الدكتوراء في قسم الفلسفة.

## انشطته
عمل مدرس في المدارس الثانوية، كما كان استاذاً في الحوزة العلمية. كان يُلقي المحاضرات ويكتب المقالات وينشرها في المجلات ضد حكومة الشاه، ولأجل أعماله المناهضة ضد الحكومة ونشره لبيانات الخميني نفي إلى زاهدان، ومنع من ارتقاء المنبر و من دخول محافظة محافظة خوزستان، وبعد انتهاء مدة تبعيده عاد إلى طهران وبدأ بالتدريس في كلية الإلهيات مع مرتضى المطهري، فهو كان من الدُعاة إلى إيجاد الوحدة بين الحوزة و الجامعة.
في عام 52 م أصبح إماماً لمسجد جاويد، و جعله مركزاً للتحرك ضد النظام الحاكم و أقام فيه حلقات للتدريس و إلقاء المحاضرات فيه، و دعى رجال بارزين لإلقاء الخطب أمثال باهنر وعلي خامنئي، وبعد مرور عام على أنشطة المسجد أُعتقل مفتح، و بعد الإفراج عنه عُين امام جماعة مسجد قبا في طهران، عندما عاد الخميني من المنفى كان محمد مفتح من الذين قاموا بتأسيس لجنة إستقبال الخميني. كما عمل مع كلا من محمد بهشتي و مرتضى المطهري و غيرهم من علماء الدين، إلى تشكيل جماعة العلماء المجاهدين، و كذلك تشكيل مجلس الثورة و الذي كان إنشائه بأمر من مرشد الثورة روح الله الخميني.

## آثاره ومؤلفاته
- أسلوب التفكير، وهو كتاب باللغة الفارسية في علم المنطق.
- حاشية على كتاب الأسفار لصدر الدين الشيرازي.
- ترجمة تفسير مجمع البيان للطبرسي .
- الدعاء عامل تقدم أم جمود، بالغة الفارسية.
- الزيارة خرافة أم حقيقة.
- فتى النيل أم رجل الثورة. باللغة الفارسية.
- الإسلام على ملتقى الطرق، باللغة الفارسية.
- الدنيا و خطر السقوط.
- زوجات النبي صلى الله عليه و آله.
- المكتب الإسلامي.
- مكتب التشيع.
- المعارف الجعفرية.

## اغتياله

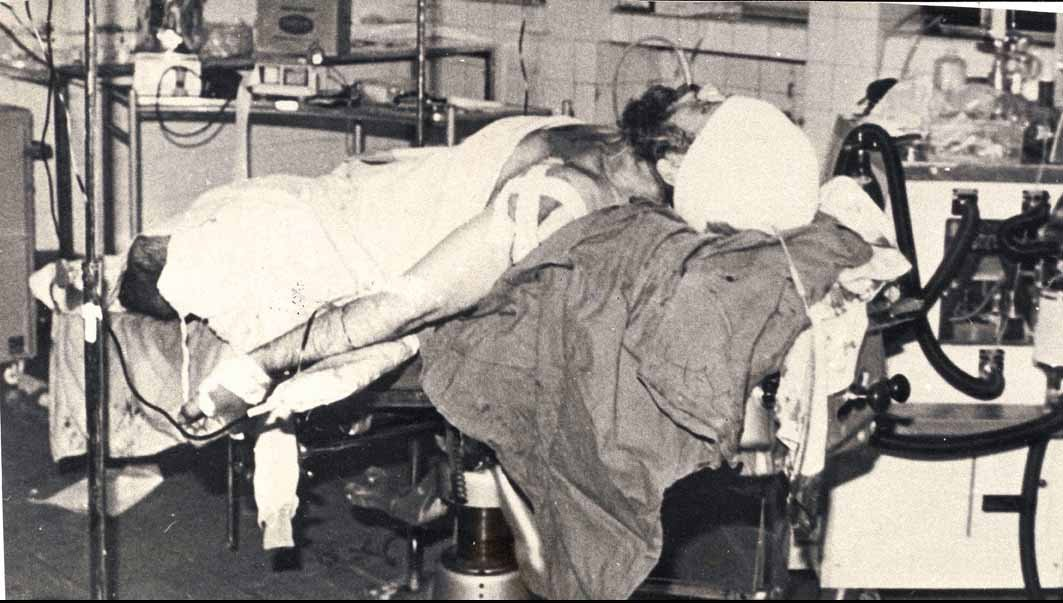
مفتح على سرير المستشفى بعد الاغتيال

قٌتل محمد مفتح برفقة سائقه وحارساه من قبل عناصر مجموعة الفرقان، وذلك في يوم 27 عام 1358 شمسي المصادف إلى 1979 ميلادي، أمام مبنى كلية الإلهيات بجامعة طهران. ودفن في حرم فاطمة بنت موسى الكاظم في مدينة قم. وقد أسمى روح الله الخميني ذلك اليوم بيوم الوحدة بين الحوزة والجامعة.

## بيان روح الله الخميني بعد مقتل محمد مفتح
بسم الله الرحمن الرحيم، إنا لله وإنا إليه راجعون، حينما يكون منطق القرآن؛ (إنا لله وإنا إليه راجعون) ومسيرة الإسلام تقرّ بأن الشهادة هي الهدف في هذا المسير، وأولياء الله عليهم السلام ورثوا الشهادة، عمدالحاقدون العاجزون عن كل شيء إلى القيام بعمليات اغتيال بشعة...كنا نأمل أن تتم الاستفادة من معرفة الأستاذ المحترم ومن لسانه وعلمه في طريق الإسلام ودفع عجلة الثورة؛ ونأمل أن نستفيد من شهادة أمثال هؤلاء. أبارك لرجال الإسلام الأبطال هؤلاء استشهادهم، وأقدم في الوقت نفسه تعازيَّ لذويهم وشعب الإسلام...

## مقالات ذات صلة
- محمد بهشتي
- مرتضى المطهري
- علي خامنئي
- محمد جواد باهنر
- محمد علي رجائي
- نوري الهمداني

## وصلات خارجية
- به سوى رستگاری
- تاریخ شفاهی ایران